# 性別分工
性別分工（英語：Sexual division of labour，缩写：SDL）是指人类物種中男性和女性成員之間不同任務的委派。在人類狩獵採集社會中，男性和女性負責取得不同類型的食物，並為了共同或家庭利益而相互分享。在某些物種中，雄性和雌性吃的食物略有不同，而在其他物種中，雄性和雌性通常會分享食物；但只有人類才結合了這兩種屬性。世界上僅存的少數狩獵採集族群可以作為演化模型，幫助解釋性別勞動分工的起源 。許多關於勞動性別分工的研究都是針對狩獵採集族群進行的，例如坦尚尼亞的狩獵採集族群哈札人。在現代社會，不同文化中都存在著職業上的性別差異，男性傾向於從事技術工作，女性傾向於從事與護理相關的工作。